# 德尔尼克
德尔尼克是德国石勒苏益格－荷尔斯泰因州的一个市镇。总面积4.30平方公里，总人口271人，其中男性125人，女性146人（2011年12月31日），人口密度63人/平方公里。